# Canadian Pacific Railway
Canadian Pacific Railway (CPR) és una xarxa de ferrocarril del Canadà que va ser coneguda com a "CP Rail" entre 1968 i 1996, operada per Canadian Pacific Railway Limited. La seva xarxa ferroviària s'estén de Vancouver fins a Montreal, a més a més cobreix algunes ciutats importants dels Estats Units, com Chicago, Detroit, Milwaukee, Minneapolis i la ciutat de Nova York. La seva seu central es troba a Calgary, Alberta. Té una amplada de via de 1.435 mm. La seva xarxa té 22.500 km de vies.

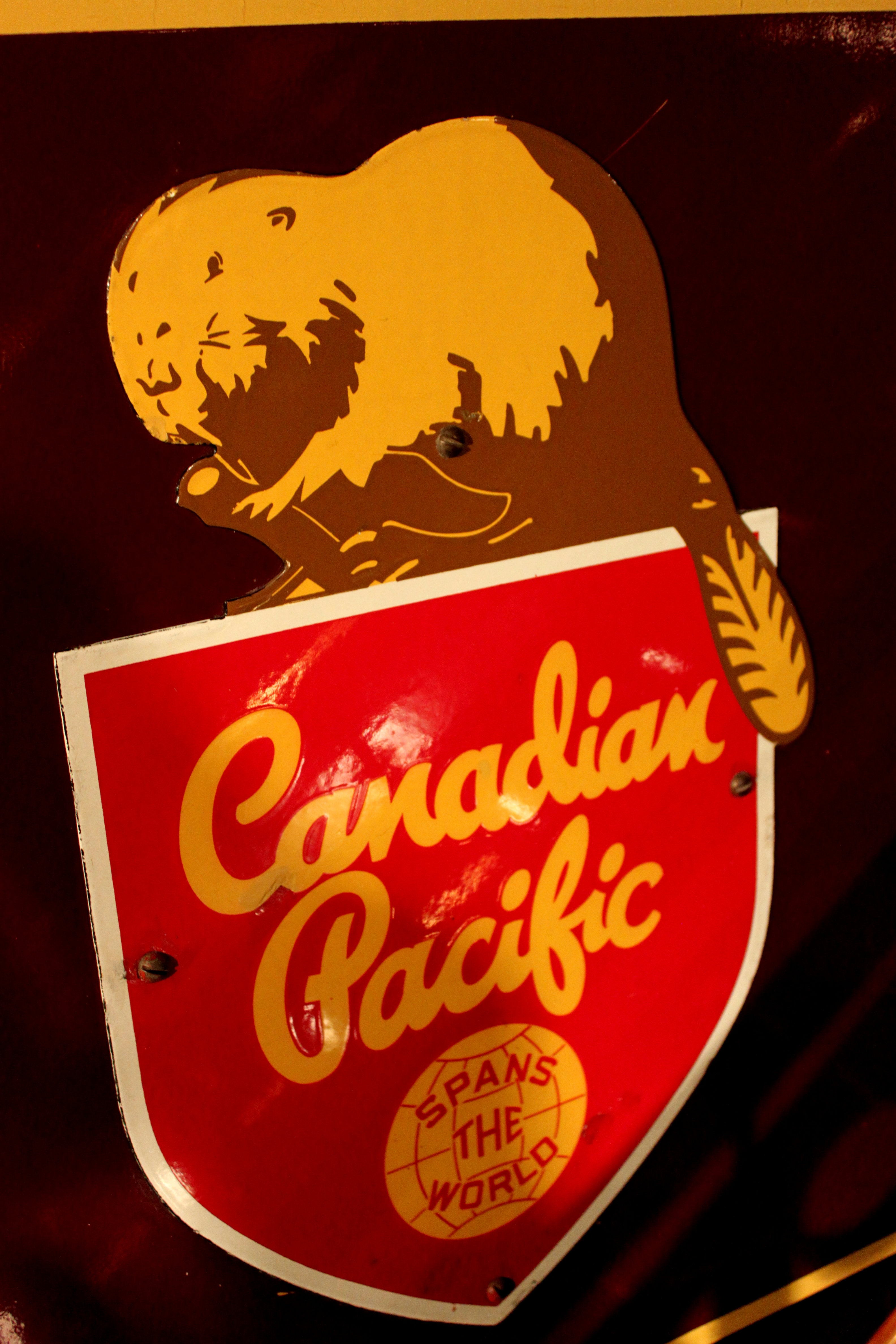
Emblema del CPR

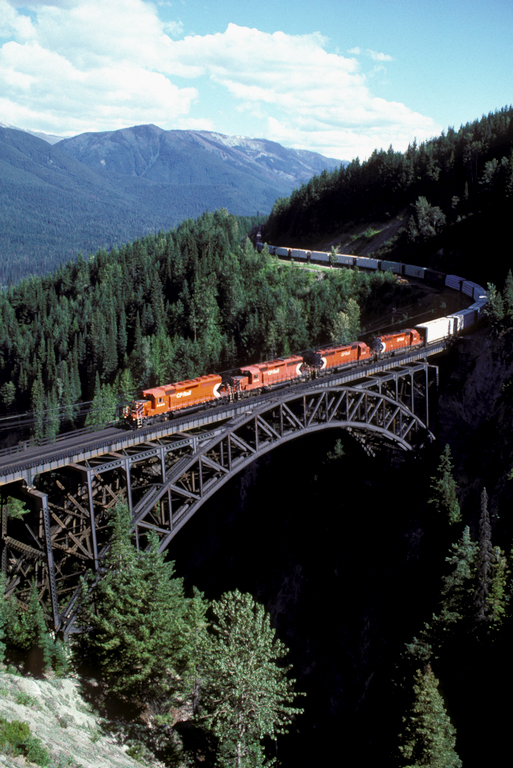
Stoney Creek Bridge

La xarxa es va iniciar entre la part oriental del Canadà i la Colúmbia Britànica entre 1881 i 1885. Actualment és fonamentalment un ferrocarril de mercaderies però en les seves primeres dècades de funcionament transportava viatgers a llarga distància i va ser fonamental pel desenvolupament del desenvolupament de l'oest del Canadà. Va ser el primer ferrocarril transcontinental del Canadà, però en l'actualitat no arriba a la costa atlàntica.

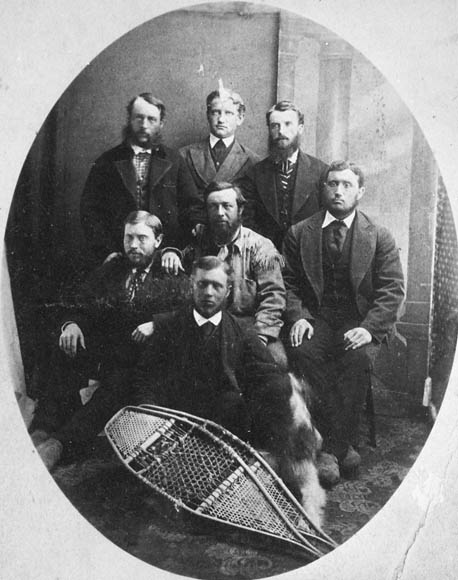
Alguns enginyers (1871)

En principi s'havia planejat que aquest ferrocarril recorreria la zona fèrtil de la vall del riu Saskatchewan Nord i travessaria les muntanyes Rocoses canadenques per la collada de Yellowhead, tanmateix, la CPR aviat va descartar aquesta opció i la ruta va anar més cap al sud travessant el Triangle de Palliser a Saskatchewan i per la collada de Kicking Horse Pass que es salva gràcies al Field Hill.